# Dispholidus typus
A Dispholidus typus, comumente conhecida como Boomslang, é uma serpente altamente venenosa da família Colubridae. A espécie é nativa da África Subsariana.

## Etimologia
Seu nome comum significa "cobra da árvore" em holandês e africâner – boom significa "árvore" e slang significa "cobra". Em africâner, o nome é pronunciado ˈbuəmslaŋ.

## Taxonomia
A boomslang é uma serpente colubrídea da subfamília Colubrinae. Pertence ao gênero Dispholidus, que também inclui outras duas espécies, D. pembae e D. punctatus.
A boomslang é considerada próxima de membros dos gêneros Thelotornis [en], Thrasops, Rhamnophis e Xyelodontophis, com os quais forma a tribo taxonômica Dispholidini.
As relações próximas podem ser observadas no cladograma abaixo:
|  | Thrasops flavigularis   |
|  |                         |
|  | Thrasops jacksonii [en] |
|  |                         |

|  | Thrasops capensis                                                                       |
|  |                                                                                         |
|  | \| \| Dispholidus typus, Boomslang \| \| \| \| \| \| Thelotornis kirtlandii \| \| \| \| |
|  |                                                                                         |
|  | Dispholidus typus, Boomslang                                                            |
|  |                                                                                         |
|  | Thelotornis kirtlandii                                                                  |
|  |                                                                                         |

|  | Dispholidus typus, Boomslang |
|  |                              |
|  | Thelotornis kirtlandii       |
|  |                              |

|  | Thrasops flavigularis   |
|  |                         |
|  | Thrasops jacksonii [en] |
|  |                         |

|  | Thrasops capensis                                                                       |
|  |                                                                                         |
|  | \| \| Dispholidus typus, Boomslang \| \| \| \| \| \| Thelotornis kirtlandii \| \| \| \| |
|  |                                                                                         |
|  | Dispholidus typus, Boomslang                                                            |
|  |                                                                                         |
|  | Thelotornis kirtlandii                                                                  |
|  |                                                                                         |

|  | Dispholidus typus, Boomslang |
|  |                              |
|  | Thelotornis kirtlandii       |
|  |                              |

|  | Hapsidophrys |
|  |              |
|  | Philothamnus |
|  |              |

|  | Thrasops flavigularis   |
|  |                         |
|  | Thrasops jacksonii [en] |
|  |                         |

|  | Thrasops capensis                                                                       |
|  |                                                                                         |
|  | \| \| Dispholidus typus, Boomslang \| \| \| \| \| \| Thelotornis kirtlandii \| \| \| \| |
|  |                                                                                         |
|  | Dispholidus typus, Boomslang                                                            |
|  |                                                                                         |
|  | Thelotornis kirtlandii                                                                  |
|  |                                                                                         |

|  | Dispholidus typus, Boomslang |
|  |                              |
|  | Thelotornis kirtlandii       |
|  |                              |

|  | Thrasops flavigularis   |
|  |                         |
|  | Thrasops jacksonii [en] |
|  |                         |

|  | Thrasops capensis                                                                       |
|  |                                                                                         |
|  | \| \| Dispholidus typus, Boomslang \| \| \| \| \| \| Thelotornis kirtlandii \| \| \| \| |
|  |                                                                                         |
|  | Dispholidus typus, Boomslang                                                            |
|  |                                                                                         |
|  | Thelotornis kirtlandii                                                                  |
|  |                                                                                         |

|  | Dispholidus typus, Boomslang |
|  |                              |
|  | Thelotornis kirtlandii       |
|  |                              |

|  | Hapsidophrys |
|  |              |
|  | Philothamnus |
|  |              |

### Subespécies
Duas subespécies são reconhecidas, incluindo a subespécie nominotípica.
- D. t. kivuensis Laurent, 1955
- D. t. typus (A. Smith, 1828)

A autoridade trinomial em parênteses para D. t. typus indica que a subespécie foi originalmente descrita em um gênero diferente de Dispholidus.

## Descrição

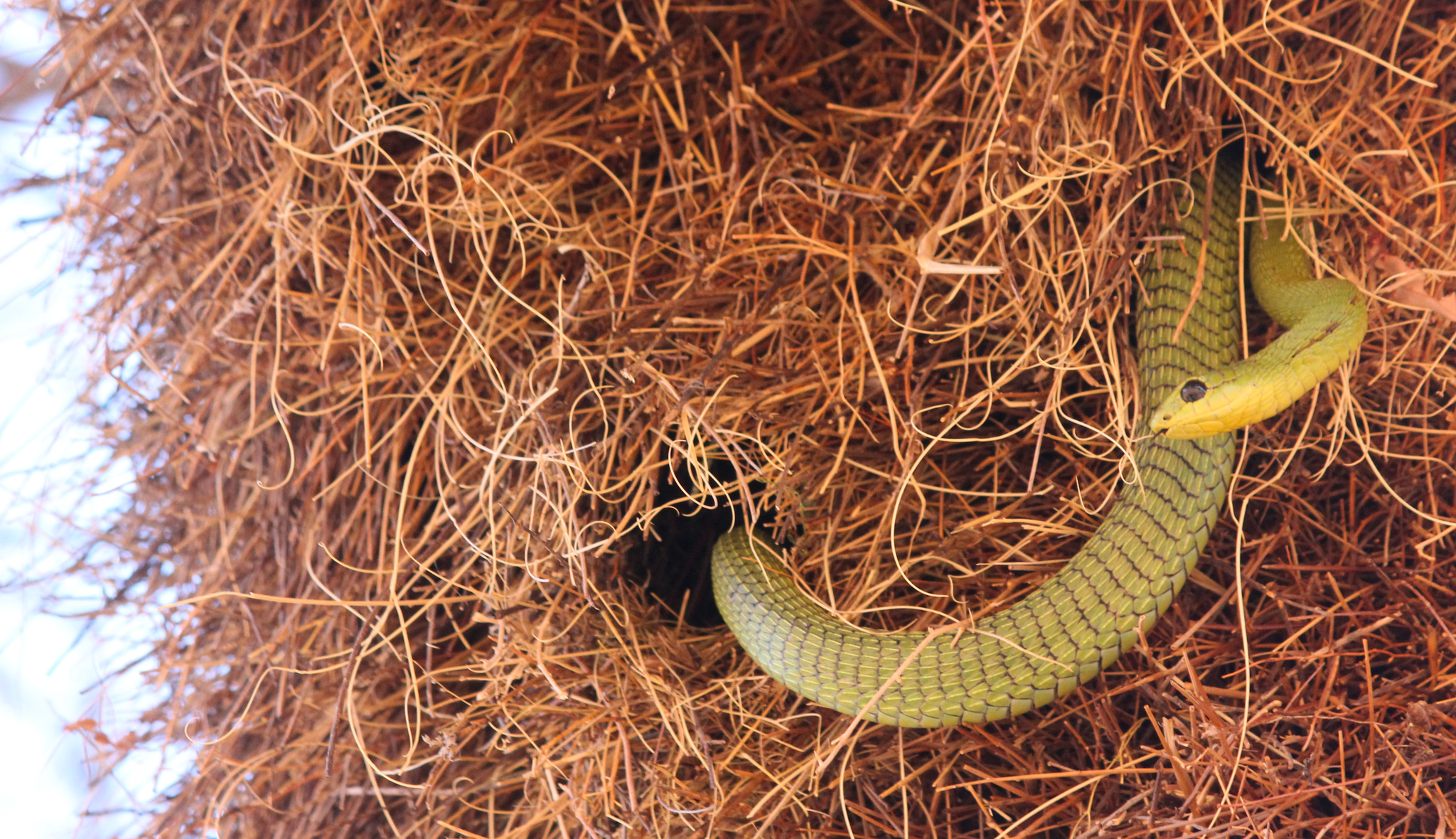
Invadindo o ninho comunitário de en

O comprimento médio de uma boomslang adulta é de 100 a 160 cm (incluindo a cauda). Algumas ultrapassam 183 cm. Os olhos são excepcionalmente grandes, e a cabeça tem um formato característico semelhante a um ovo. A coloração é altamente variável. Machos são verdes claros com bordas de escamas pretas ou azuis, enquanto fêmeas adultas podem ser marrons, demonstrando dimorfismo sexual.
O peso varia de 175 a 510 g, com uma média de 299,4 g.
Nesta espécie, a cabeça é distinta do pescoço, e o canto rostral é bem definido. A pupila do olho, que é muito grande, é redonda. A boomslang possui uma visão excelente e frequentemente move a cabeça de um lado para o outro para obter uma melhor visão dos objetos à sua frente. Os dentes maxilares são pequenos na parte anterior, em número de sete ou oito, seguidos por três presas grandes e sulcadas localizadas abaixo de cada olho. Os dentes mandibulares são aproximadamente iguais em tamanho. O corpo é ligeiramente comprimido. As escamas dorsais, dispostas em 19 ou 21 fileiras, são muito estreitas, oblíquas, fortemente carenadas, com fossas apicais. A cauda é longa, e as escamas subcaudais são pareadas. As escamas ventrais variam de 164 a 201; a escama anal é dividida; e as subcaudais variam de 91 a 131.

## Distribuição geográfica

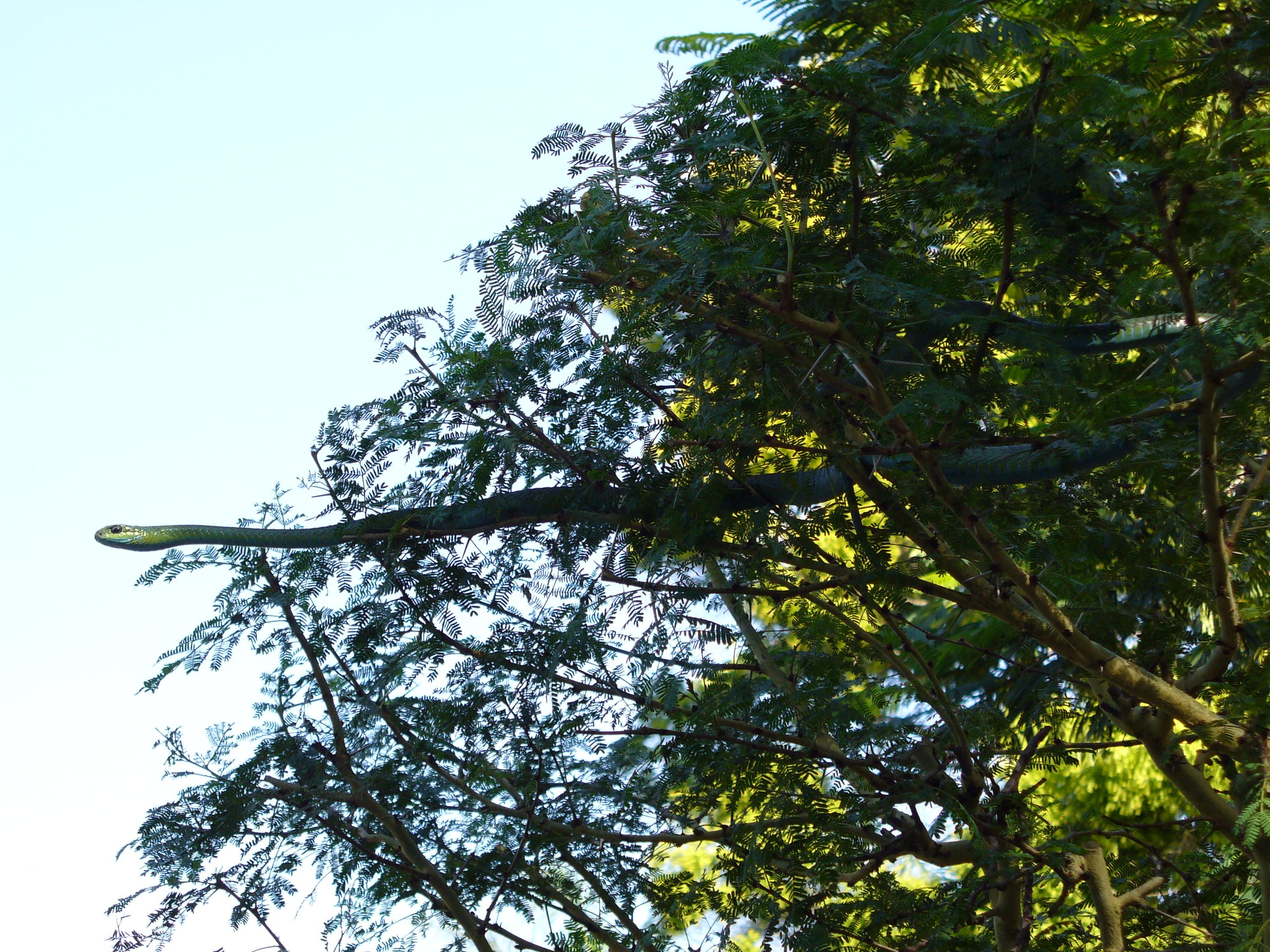
Boomslang em seu habitat natural típico na África do Sul

A espécie Dispholidus typus é endêmica da África Subsariana, encontrada desde Gâmbia, Guiné, Senegal e grande parte da África Ocidental (incluindo Benim, Camarões, Gana, Nigéria, Togo) até a África Central e Oriental (República Democrática do Congo, oeste da Etiópia, Quênia, Sudão do Sul, Tanzânia, Uganda). Está presente em grande parte da África Austral, em uma ampla variedade de habitats, com algumas das populações mais densas em Angola, Botsuana, Essuatíni, Malaui, Moçambique, Namíbia, África do Sul, Zâmbia e Zimbábue.

## Habitat
A boomslang é uma excelente escaladora e altamente arbórea, vivendo principalmente em áreas florestais. D. typus habita arbustos de carru, savanas, florestas de terras baixas e pastagens. Não se restringe às árvores, sendo frequentemente encontrada no solo caçando, alimentando-se ou buscando abrigo. Ocasionalmente, esconde-se no subsolo durante condições climáticas adversas.

## Reprodução
A D. typus é ovípara, e uma fêmea adulta pode produzir, em média, de 8 a 14 ovos coriáceos, tendo sido observados até 27, que são depositados em um tronco de árvore oco ou em um tronco apodrecido. Os ovos têm um período de incubação relativamente longo, com média de 3 meses. Os filhotes machos são cinza com manchas azuis, enquanto as fêmeas são marrons claras. Eles atingem a coloração adulta após alguns anos. Os filhotes têm cerca de 29 cm a 38 cm de comprimento ao nascer e não representam ameaça aos humanos, mas tornam-se perigosamente venenosos quando atingem cerca de 45 cm de comprimento e uma espessura equivalente ao dedo mindinho de um adulto.

## Comportamento e dieta

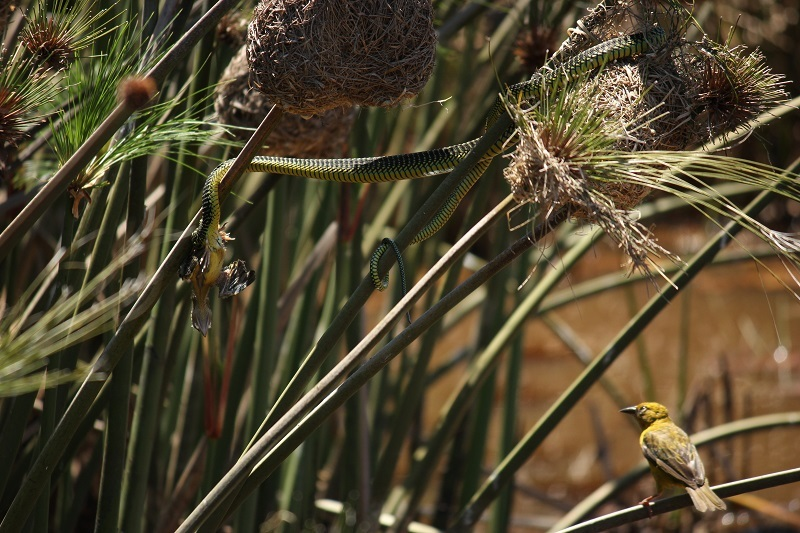
D. t. typus alimentando-se de um filhote de en

D. typus é diurna e quase exclusivamente arbórea. É reservada e move-se de galho em galho quando perseguida por algo grande demais para comer. Sua dieta inclui camaleões e outros lagartos arbóreos, rãs e, ocasionalmente, pequenos mamíferos, aves e ovos de ninhos de pássaros e répteis, todos engolidos inteiros. Também se alimenta de outras serpentes, incluindo membros da própria espécie em atos de canibalismo. Durante períodos de clima frio, D. typus entra em brumação por curtos períodos, frequentemente se enrolando dentro de ninhos fechados de tecelões.

## Veneno
As serpentes da família Colubridae são conhecidas coletivamente como "cobras de presas traseiras" (ou opistóglifas), pois seus dentes injetores de peçonha estão localizados mais ao fundo da boca em comparação com elapídeos ou viperídeos, exigindo que a cobra morda, segure e "mastigue" para injetar o veneno na vítima.
A D. typus possui um veneno altamente potente e tóxico. Ela pode abrir suas mandíbulas em até 170° ao morder, facilitando o envenenamento. O veneno é primariamente hemotóxico, funcionando por um processo em que diversos pequenos coágulos se formam no sangue, causando uma coagulação inadequada no sistema circulatório da vítima, resultando em sangramentos excessivos e morte. O veneno provoca sangramentos em tecidos como músculos e cérebro (entre outros órgãos), ao mesmo tempo em que obstrui capilares com pequenos coágulos sanguíneos. Outros sintomas incluem dor de cabeça, náusea, sonolência e confusão, podendo levar à parada cardíaca e inconsciência.
Como o veneno da D. typus é de ação lenta, os sintomas podem não se manifestar por muitas horas após a mordida. Embora a ausência de sintomas permita tempo suficiente para obter soro antiofídico, isso também pode levar as vítimas a subestimarem a gravidade da mordida. Cobras de qualquer espécie podem, por vezes, não injetar veneno ao morder (uma chamada "mordida seca" ou "ataque de blefe", realizado em defesa), e, após algumas horas sem efeitos perceptíveis, vítimas de mordidas de D. typus podem acreditar erroneamente que o ataque foi apenas uma mordida seca. Os mecanismos fisiopatológicos do veneno variam entre as cobras, resultando em diferentes manifestações clínicas em cada paciente.
Uma D. typus adulta possui de 1,6 a 8 mg de peçonha. Sua dose letal mediana (LD50) em camundongos é de 0,1 mg/kg (intravenosa). Também foi relatado 0,071 mg/kg (IV). 12,5 mg/kg (subcutânea) e 1,3–1,8 mg/kg (intraperitoneal). Com base nas quantidades muito baixas de veneno produzidas por D. typus e nos efeitos graves observados em muitos casos relatados em humanos, sugere-se que a LD50 do veneno é menor em humanos do que em camundongos, com apenas 2 a 3 mg sendo suficientes para potencialmente matar um adulto saudável.
Em 1957, o herpetólogo Karl Schmidt morreu após ser mordido por uma D. typus jovem, que ele duvidava que pudesse produzir uma dose fatal. Ele fez anotações sobre os sintomas que experimentou quase até o fim. D. S. Chapman relatou oito envenenamentos graves por D. typus entre 1919 e 1962, dois dos quais foram letais.
Um soro antiofídico monovalente para D. typus foi desenvolvido na década de 1940. A South African Vaccine Producers fabrica um soro antiofídico monovalente para uso em envenenamentos por D. typus. O tratamento de mordidas pode também exigir completas transfusões de sangue, especialmente se passaram mais de 24 a 48 horas sem o uso de antídoto.
A boomslang é uma cobra tímida, e as mordidas geralmente ocorrem apenas quando pessoas tentam manipulá-la, capturá-la, persegui-la ou matá-la. Quando confrontada e encurralada, ela infla o pescoço e assume uma postura de ataque em forma de S, um sinal claro de que a cobra se sente ameaçada.

## Galeria

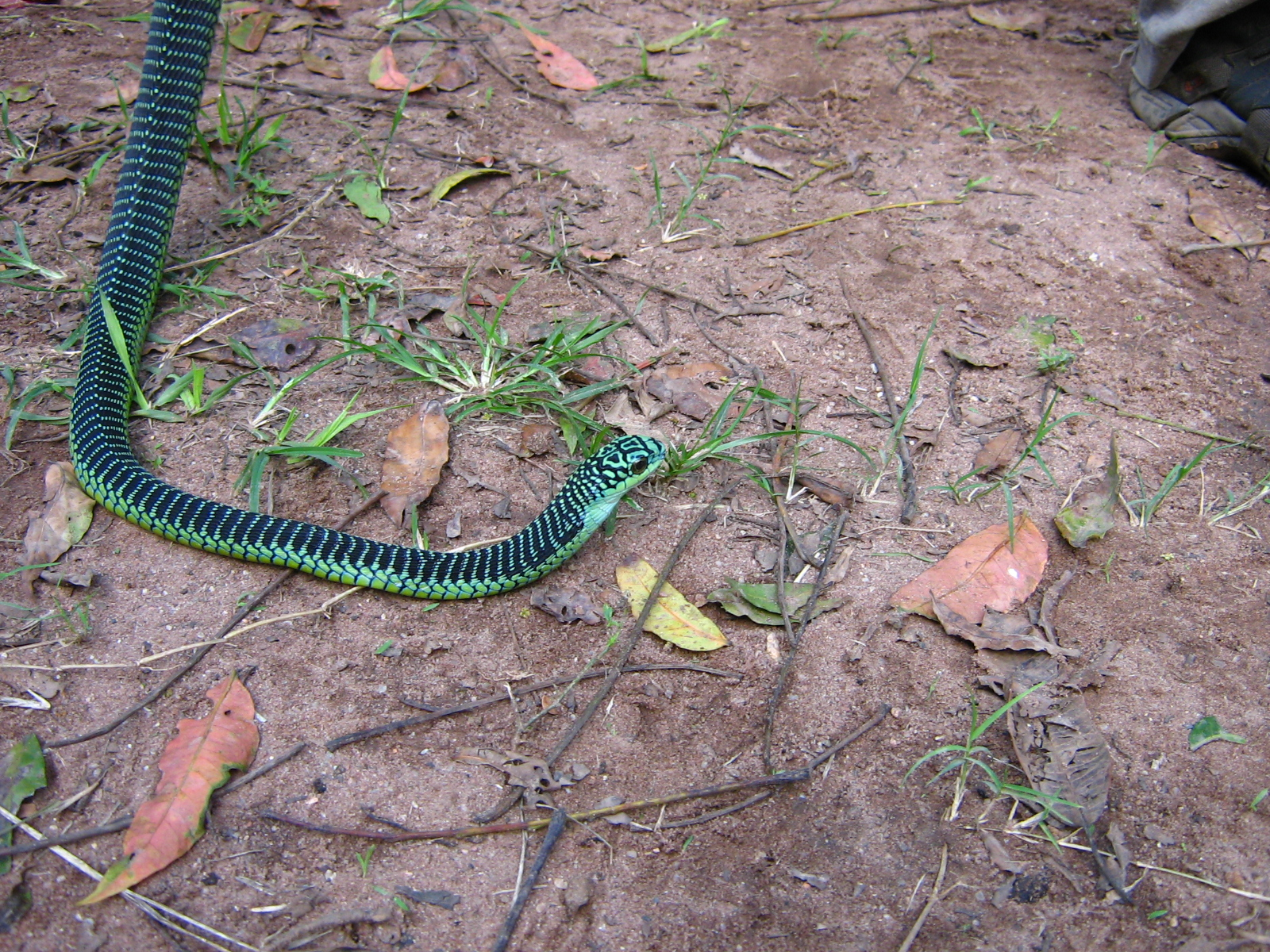
Um espécime macho
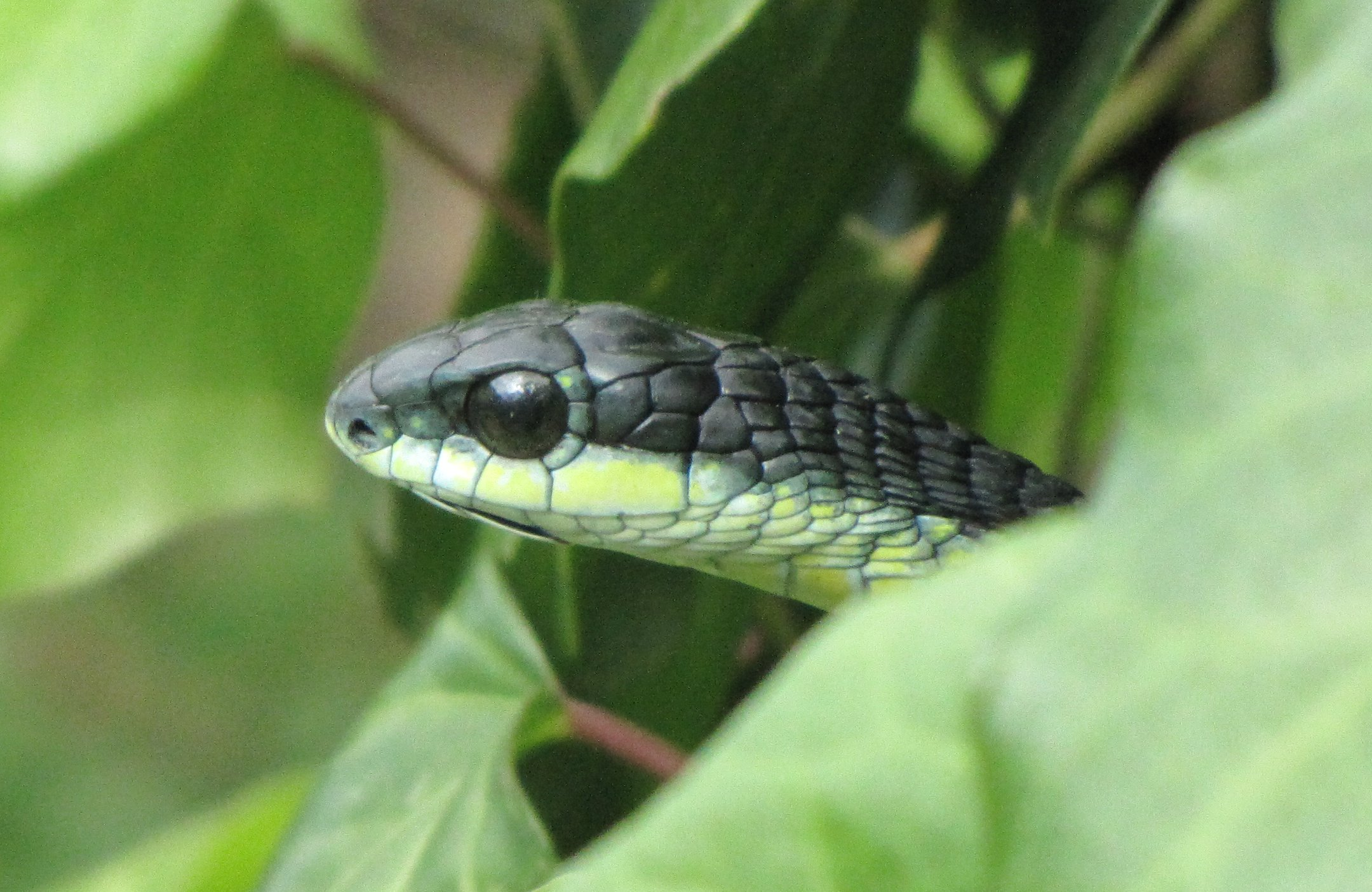
Boomslang no Cabo Ocidental, África do Sul
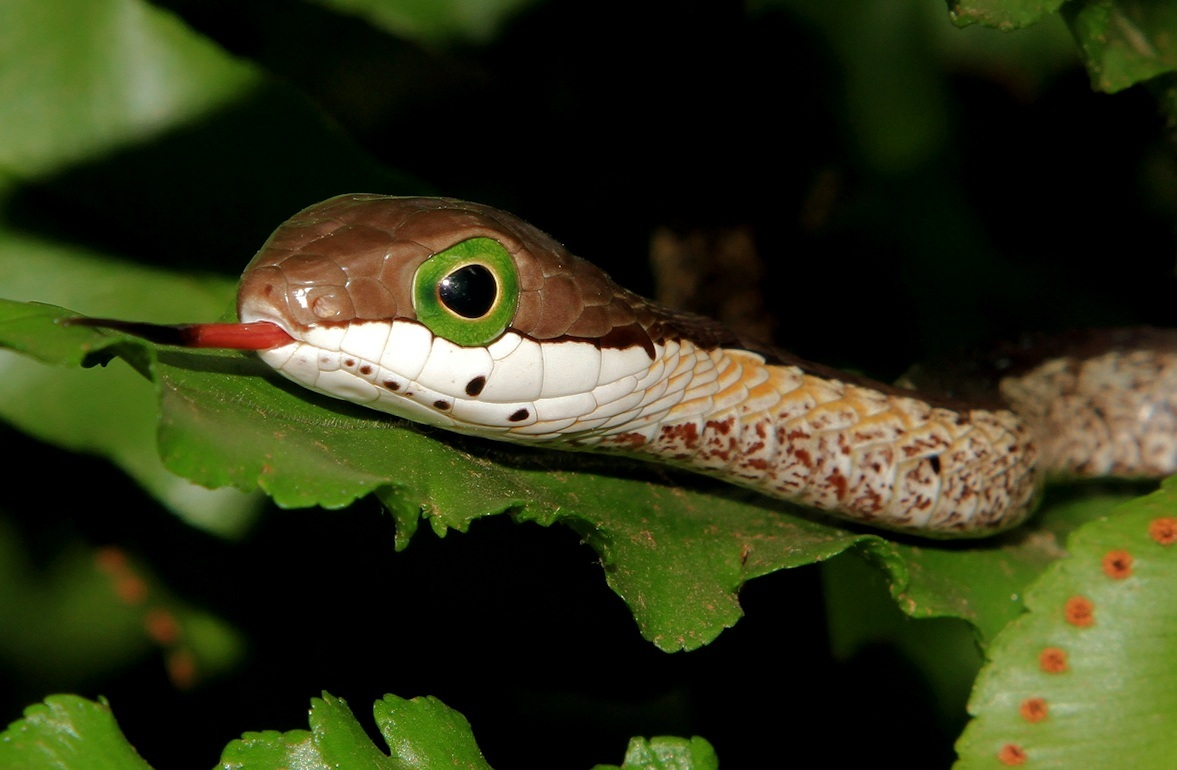
Boomslang comum jovem (Dispholidus t. typus)
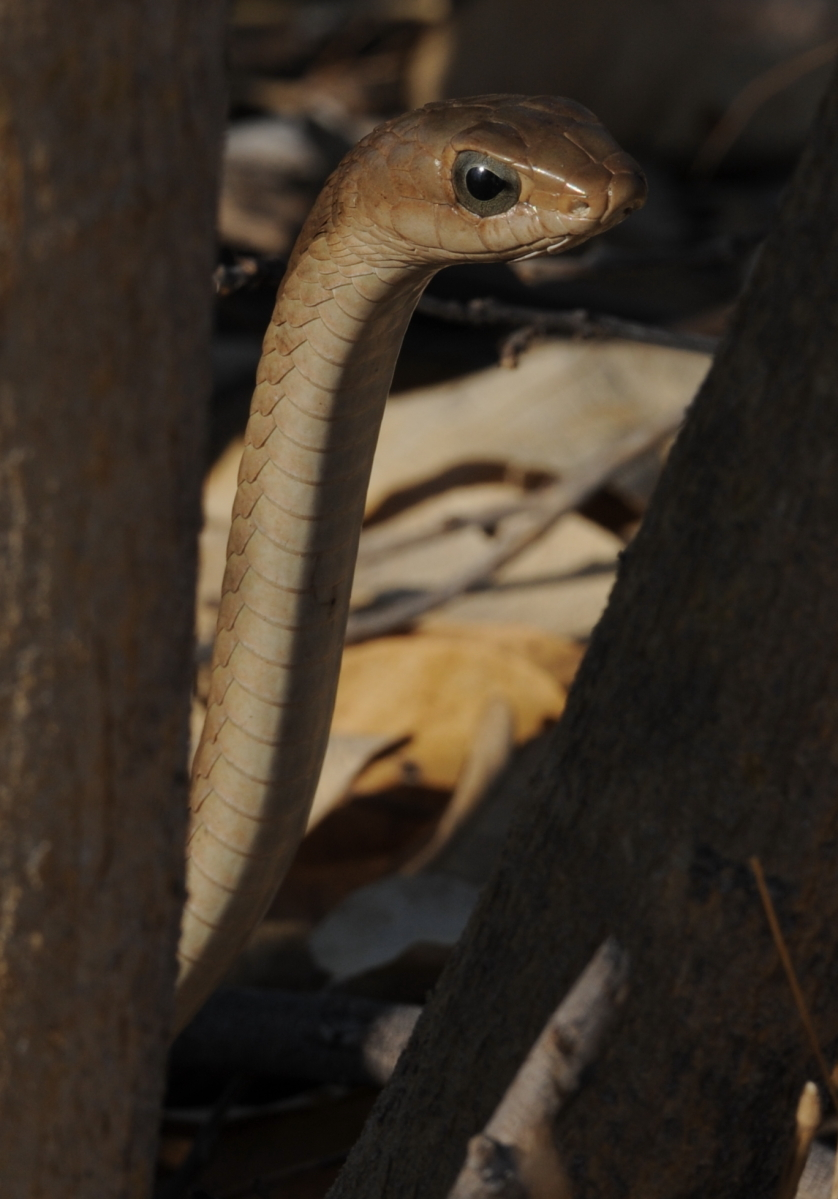
Boomslang comum fêmea marrom (Dispholidus t. typus)
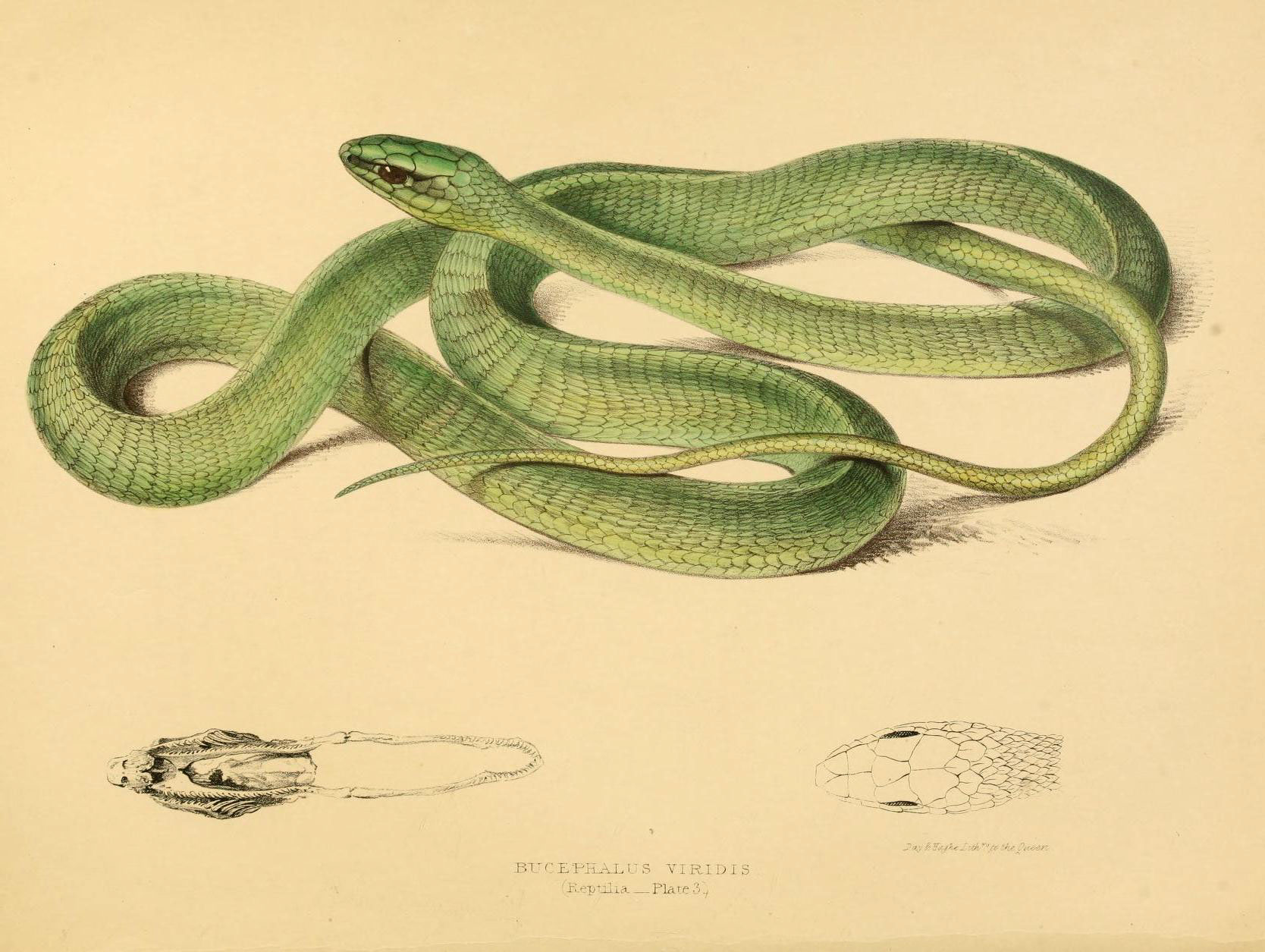
Ilustração de D. typus (nomeada como Bucephalus viridis).